# Jaroslav Panuška
Jaroslav Panuška (3. března 1872, Hořovice – 1. srpna 1958, Kochánov, tehdy součást obce Lipnička) byl český akademický malíř-krajinář, knižní ilustrátor a jeden z nejznámějších žáků prof. Julia Mařáka

## Život a dílo

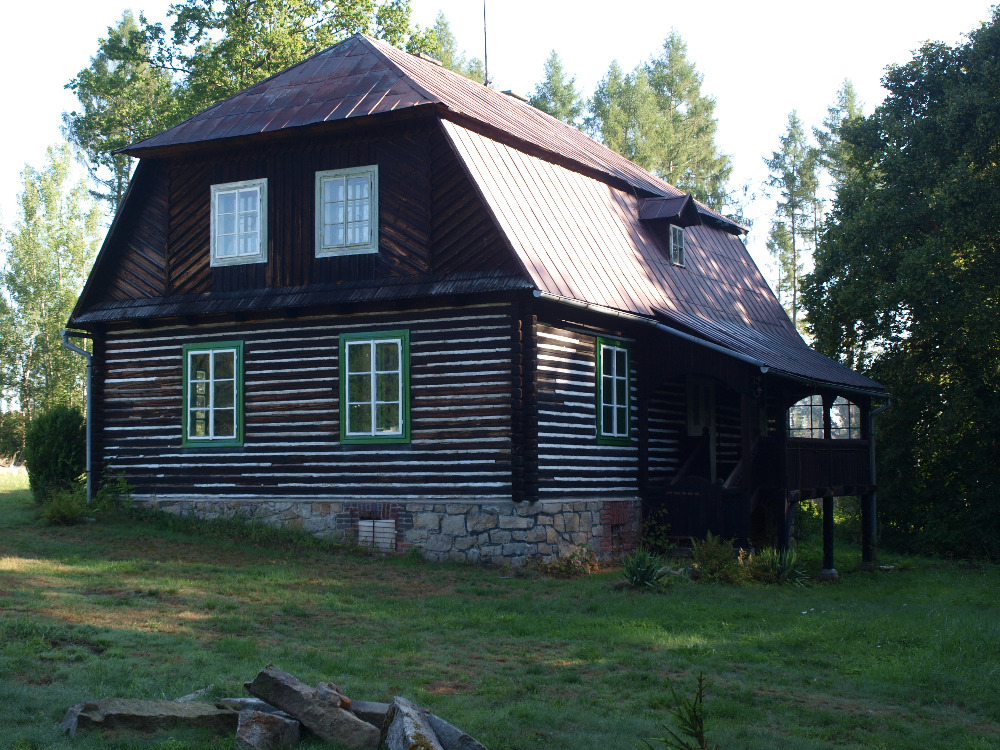
Panuškův srub v Kochánově (srpen 2019)

Narodil se 3. března 1872 v Hořovicích. Jeho otec Ing. František Panuška byl geometr. Když bylo Jaroslavovi osm let, pustil se do prvního akvarelu a v deseti letech tajně odjel malovat na Karlštejn. Po absolvování obecné školy studoval Panuška na nižším gymnasiu v Praze na Smíchově, kam se přestěhovali z Hořovic.
V roce 1889 byl přijat na Malířskou akademii v Praze, kde s několikerým přerušením studoval nejprve u prof. Maxmiliána Pirnera a poté u krajináře prof. Julia Mařáka v letech 1891 až 1898 s ročním přerušením z důvodu vojenské služby. V roce 1898 se oženil s Marií Sukovou, ze svazku vzešly čtyři děti, synové Jaroslav, Vladislav, Jiří a dcera Jarmila.
Již na akademii začíná kreslit a malovat fantaskní a strašidelná témata, která jej nejvíce proslavila (Vodník, Příšera, Bludičky, Bezhlavý kůň, Hnízdo loupežníků, Čarodějnice, Duch mrtvé matky a další). Dvě příšery a jednoho vodníka vystavuje na členské výstavě Mánesa na jaře 1898 s „rozpačitou“ kritikou K. M. Čapka ve Světozoru. Podrobný rozbor Panuškovy tvorby z tohoto období poskytuje článek spolužáka Františka Kavána v Rozhledech (15. 7. 1898): „Práce jeho … překvapovaly nezvykle individuelní exotikou obrazotvornosti a obdivuhodnou jistotou novotvarů tak organicky s látkou sloučených v silný dojem.“
Po absolvování akademie maluje na mnoha místech v Čechách, mj. v Pojizeří, na Sedlčansku, Berounsku, Příbramsku a v jižních Čechách, několikrát navštívil i Balkán. Roku 1906 posílá do Londýna na výstavu obraz Pohled na Jindřichův Hradec. V roce 1910 souborně vystavuje v Mladé Boleslavi (105 děl) a následně v Městském průmyslovém muzeu v Hradci Králové (102 obrazy). Vedle malby se věnoval i knižní ilustraci s fantaskními, strašidelnými a pohádkovými motivy (J. Panuška a V. Říha, Letní noc, z r. 1905). Zajímaly ho i staré hrady a hradiště a maloval výjevy z pravěku. Celoživotně se zajímal o archeologii, kde spolupracoval s Josefem Ladislavem Píčem. Výtvarně jej ovlivnila výstava Nikolaje Konstantinoviče Rericha konaná v r. 1906 v Praze.
V roce 1919 vystavuje souborně v Praze u Topiče celkem 177 děl s tématy „širého dávnověku“. Historická a metodologická analýza jeho tvorby, spíše však kritická, z pera Václava Nebeského byla publikována v Tribuně (9. 11. 1919). Věcně vyznívá rozbor výstavy v Národních listech (9. 11. 1919) od Josefa Čapka, který si však zjevně dává pozor, aby se o výstavě nevyjádřil pozitivně z uměleckého hlediska.
V okolí Lipnice nad Sázavou maloval již v roce 1908 a tam také roku 1921 přivedl spisovatele Jaroslava Haška. K jeho přátelům patřil i spisovatel Zdeněk Matěj Kuděj a malíř Josef Lada. Roku 1923 zakoupil Panuška pozemek v Kochánově u Světlé nad Sázavou a začal na něm stavět jednopatrový srub s ateliérem. V roce 1926 vystavuje v Rubešově galerii v Praze svůj monumentální obraz Vítězství husitů nad křižáky na Běhání. V tomtéž roce se v Kochánově usadil s rodinou natrvalo a maloval především hrad Lipnici, vrch Melechov a motivy z okolí. Nejraději prý ztvárňoval prastarý dub rostoucí přímo před jeho srubem, který dnes nese jeho jméno. V roce 1932 vystavuje 103 prací společně s Františkem Kavánem a Otou Bubeníčkem v Obecním domě v Praze a následně v roce 1933 vystavuje 111 prací v Hradci Králové.
K jeho nejlepším krajinářským obrazům patří tajemné pohledy na rybníky, močály a tůně v tichém oparu raní mlhy nebo měsíčního svitu, pohledy do údolí ze skalnatých vrchů nebo valící se bouřková mračna nad krajinou. Barevná skladba jeho obrazů nevyhýbající se barvě černé a tmavě modré a založená na valérech barvy šedé, hnědé a olivově zelené je přirozeným protipólem jásavých barev malíře Oty Bubeníčka. Svojí typickou barevnou škálu doplněnou o okr uměl mistrovsky provázat i s barvou moře (např. Moře s tmavým nebem, Moře a skály a Fragment z Epidauru).
V letech 1898 až 1900 byl členem Spolku výtvarných umělců Mánes a později od roku 1900 Jednoty umělců výtvarných. Roku 1955 byl jmenován zasloužilým umělcem. Zemřel 1. srpna 1958 v Kochánově u Světlé nad Sázavou, pochován je na světelském hřbitově. Malířské tvorbě se věnovali i Panuškovi synové Jaroslav a Vladislav.

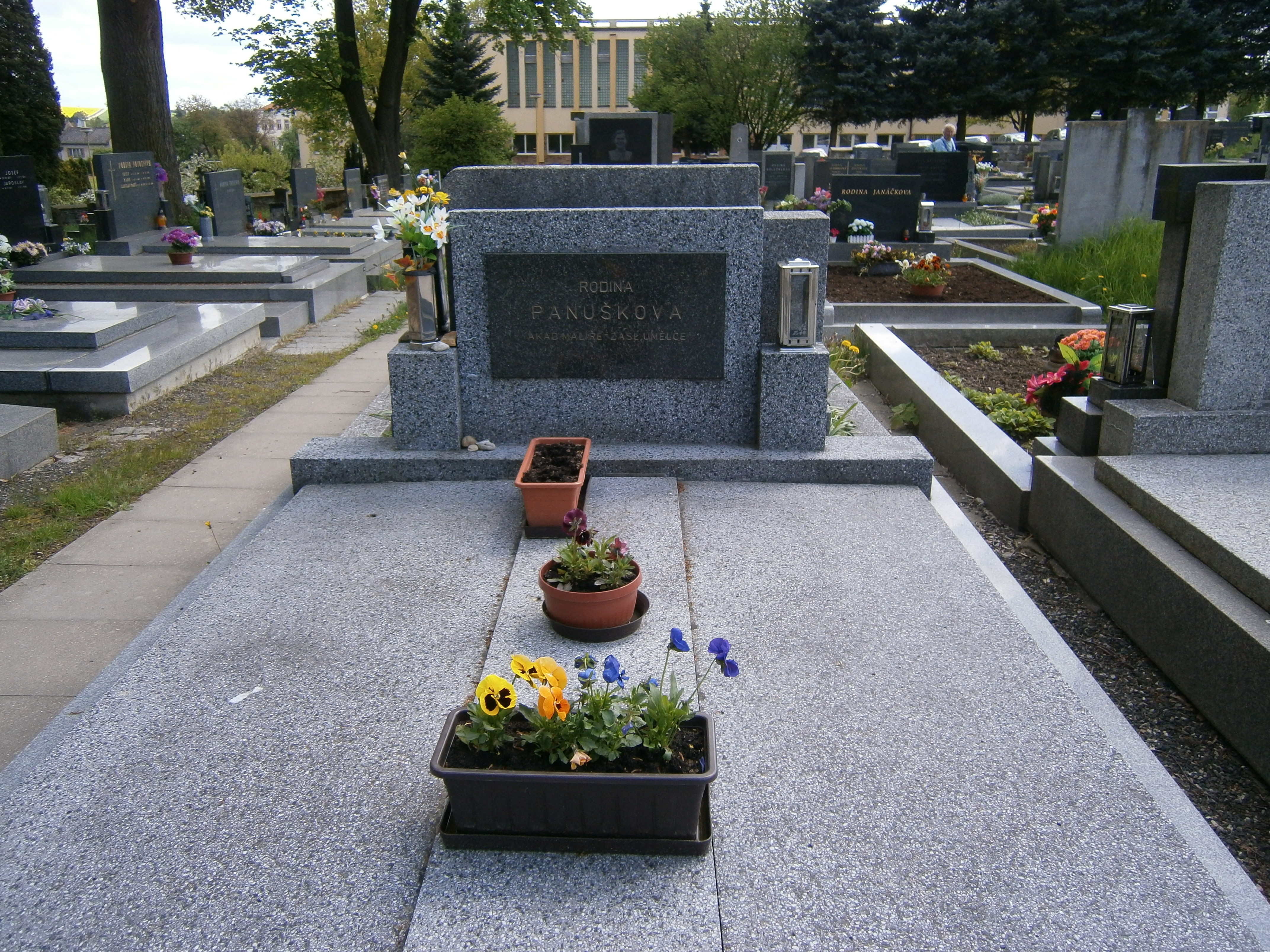
Panuškův hrob na hřbitově ve Světlé nad Sázavou

Skladbu s názvem „Panuška“ mu na svém albu „Vagus Vetus“ z roku 2014 věnovala legendární pražská blackmetalová skupina Master's Hammer, jejíž celý text je o jeho obrazech a v refrénu zpívá konkrétně o obraze Jak by vypadal katolický hřbitov, kdyby Římané místo křižování věšeli.